# VC Antwerpen
VC Antwerpen – belgijski męski klub siatkarski z siedzibą w Antwerpii. Powstał w 1995 roku z połączenia First Antwerp Volley Team i VC Zorgvliet Hoboken. Początkowo nosił nazwę Antwerpse VC Zorgvliet Antwerpen (VCZA). Wszystkie mecze rozgrywa w hali Sportcentrum Everbeur. Klub występuje w rozgrywkach Lotto Volley League.

## Sukcesy
Mistrzostwo Belgii:
- 2014
- 2012, 2015

Puchar Belgii:
- 2014

## Kadra
Sezon 2016/2017
- Pierwszy trener: Kris Tanghe
- Asystent trenera: Geert Verreth

| Nr | Imię i nazwisko       | Data ur. | Wzrost | Pozycja      |
| -- | --------------------- | -------- | ------ | ------------ |
| 1  | Dennis Deroey         | 1987     | 191    | libero       |
| 2  | Niels Huysegoms       | 1993     | 201    | środkowy     |
| 4  | Jente De Vries        | 1994     | 200    | atakujący    |
| 6  | Jens Ahremark         | 1994     | 197    | środkowy     |
| 8  | Elviss Krastins       | 1994     | 192    | przyjmujący  |
| 9  | Andres Toobal         | 1988     | 193    | rozgrywający |
| 10 | Jolan Cox             | 1991     | 194    | atakujący    |
| 11 | Simon Peeters         | 1997     | 192    | przyjmujący  |
| 12 | Stef Van Heyste       | 1996     | 191    | rozgrywający |
| 14 | Sauli Sinkkonen       | 1989     | 201    | środkowy     |
| 16 | Thomas Douglas-Powell | 1992     | 194    | przyjmujący  |

Sezon 2015/2016
- Pierwszy trener: Kris Tanghe
- Asystent trenera: Geert Verreth

| Nr | Imię i nazwisko   | Data ur. | Wzrost | Pozycja      |
| -- | ----------------- | -------- | ------ | ------------ |
| 1  | Dennis Deroey     | 1987     | 191    | libero       |
| 2  | Pieter van Dam    | 1994     | 179    | libero       |
| 5  | Sven Sophie       | 1982     | 186    | rozgrywający |
| 6  | Georg Klein       | 1991     | 201    | środkowy     |
| 7  | Sonny Chaney      | 1994     | 203    | środkowy     |
| 9  | Adrien Prével     | 1986     | 197    | przyjmujący  |
| 10 | Jolan Cox         | 1991     | 194    | atakujący    |
| 11 | Mateusz Przybyła  | 1991     | 208    | środkowy     |
| 12 | Jan Siemiątkowski | 1996     | 200    | przyjmujący  |
| 13 | Sander Depovere   | 1995     | 196    | rozgrywający |
| 15 | Jakub Wachnik     | 1993     | 202    | przyjmujący  |

Sezon 2014/2015
- Pierwszy trener: Kris Tanghe
- Asystent trenera: Geert Verreth

| Nr | Imię i nazwisko         | Data ur. | Wzrost | Pozycja      |
| -- | ----------------------- | -------- | ------ | ------------ |
| 1  | Dennis Deroey           | 1987     | 191    | libero       |
| 3  | Yannick van Harskamp    | 1986     | 190    | rozgrywający |
| 5  | Floris van Rekom        | 1991     | 197    | przyjmujący  |
| 6  | Lowie Stuer             | 1995     | 194    | libero       |
| 7  | Tom van Walle           | 1987     | 197    | przyjmujący  |
| 8  | Marien Moreau           | 1983     | 201    | atakujący    |
| 9  | Sebastiaan van Bemmelen | 1989     | 207    | środkowy     |
| 10 | Gijs Jorna              | 1989     | 189    | libero       |
| 11 | Thomas Konings          | 1997     | 201    | atakujący    |
| 12 | Robbe Vandeweyer        | 1995     | 198    | przyjmujący  |
| 13 | Sander Depovere         | 1995     | 196    | rozgrywający |
| 14 | Michael Andrei          | 1985     | 208    | środkowy     |
| 18 | Martijn Colson          | 1994     | 202    | środkowy     |

Sezon 2013/2014
- Pierwszy trener: Kris Tanghe
- Asystent trenera: Geert Verreth

| Nr | Imię i nazwisko         | Data ur. | Wzrost | Pozycja      |
| -- | ----------------------- | -------- | ------ | ------------ |
| 2  | Robin De Bont           | 1990     | 183    | libero       |
| 3  | Yannick van Harskamp    | 1986     | 190    | rozgrywający |
| 4  | Dries Heyrman           | 1991     | 200    | środkowy     |
| 5  | Reinis Pekmans          | 1993     | 201    | przyjmujący  |
| 7  | Tom van Walle           | 1987     | 197    | przyjmujący  |
| 8  | Balazs Bagics           | 1988     | 192    | przyjmujący  |
| 9  | Sebastiaan van Bemmelen | 1989     | 207    | środkowy     |
| 10 | Gijs Jorna              | 1989     | 189    | libero       |
| 11 | Thomas Koelewijn        | 1988     | 207    | środkowy     |
| 12 | Mads Hartmann Ditlevsen | 1984     | 197    | atakujący    |
| 13 | Sander Depovere         | 1995     | 196    | rozgrywający |
| 17 | Seppe Baetens           | 1989     | 191    | przyjmujący  |
| 18 | Martijn Colson          | 1994     | 202    | środkowy     |